# Gousse
Gousse är en kommun i departementet Landes i regionen Nouvelle-Aquitaine i sydvästra Frankrike. Kommunen ligger i kantonen Montfort-en-Chalosse som tillhör arrondissementet Dax. År 2022 hade Gousse 276 invånare.

## Befolkningsutveckling
Antalet invånare i kommunen Gousse
Referens:INSEE